# عباسقلی رنجبر
حاج عباسقلی رنجبر (۱۳۱۰ در اُترآباد قوچان - ۱۵ آذر ۱۳۸۷ در قوچان) نوازنده دوتار و از بخشی‌های سرشناس موسیقی شمال خراسان بود. او در سال ۱۳۷۰ و در آستانه شصت سالگی به عنوان پدیده جشنواره موسیقی نواحی کرمان شناخته شد. کارشناسان موسیقی رنجبر را به خاطر استیل خاص وی ( او همیشه با لبخند خاصی دوتار مینواخت ) در صحنه و نیز نوع نوازندگی‌اش، صاحب سبک و دارای جایگاهی برجسته برمی‌شمردند.

## زندگینامه
رنجبر دوتارنوازی را نزد پدرش که از شاگردان سید محمد بخشی استخری بود فراگرفت. او یکی از دوستان نزدیک و هم‌نوازان حاج قربان سلیمانی بود. وی در دومین جشنواره موسیقی نواحی کرمان به عنوان پدیده جشنواره معرفی شد. پس از آن در جشنواره موسیقی مقدس آلمان شرکت کرد و در آنجا نیز مورد تحسین قرار گرفت.
رنجبر سرانجام به‌دلیل نارسایی قلبی در سحرگاه ۱۵ آذر ۱۳۸۷ درگذشت و در باغ بهشت قوچان به خاک سپرده شد.
او از آخرین بازماندگان نسل بخشی های موسیقی شمال خراسان بود .